# Amanita battarrae
Amanita battarrae là một loài nấm thuộc chi Amanita trong họ Amanitaceae. Loài này phân bố ở Ý và phát triển vào mùa thu. A. battarrae được (Boud.) Bon miêu tả khoa học lần đầu tiên năm 1985.

## Hình ảnh

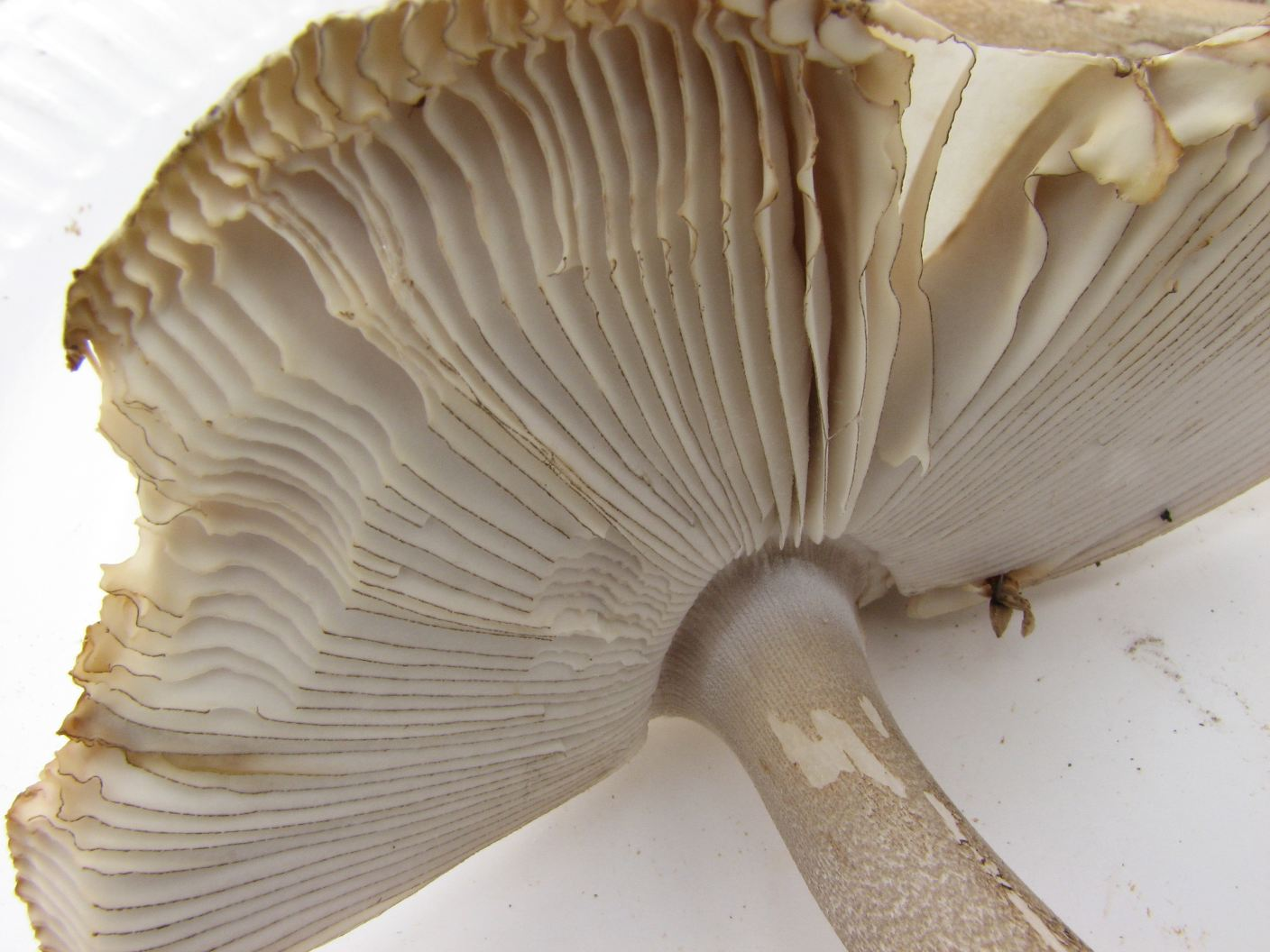
Mặt dưới mũ nấm
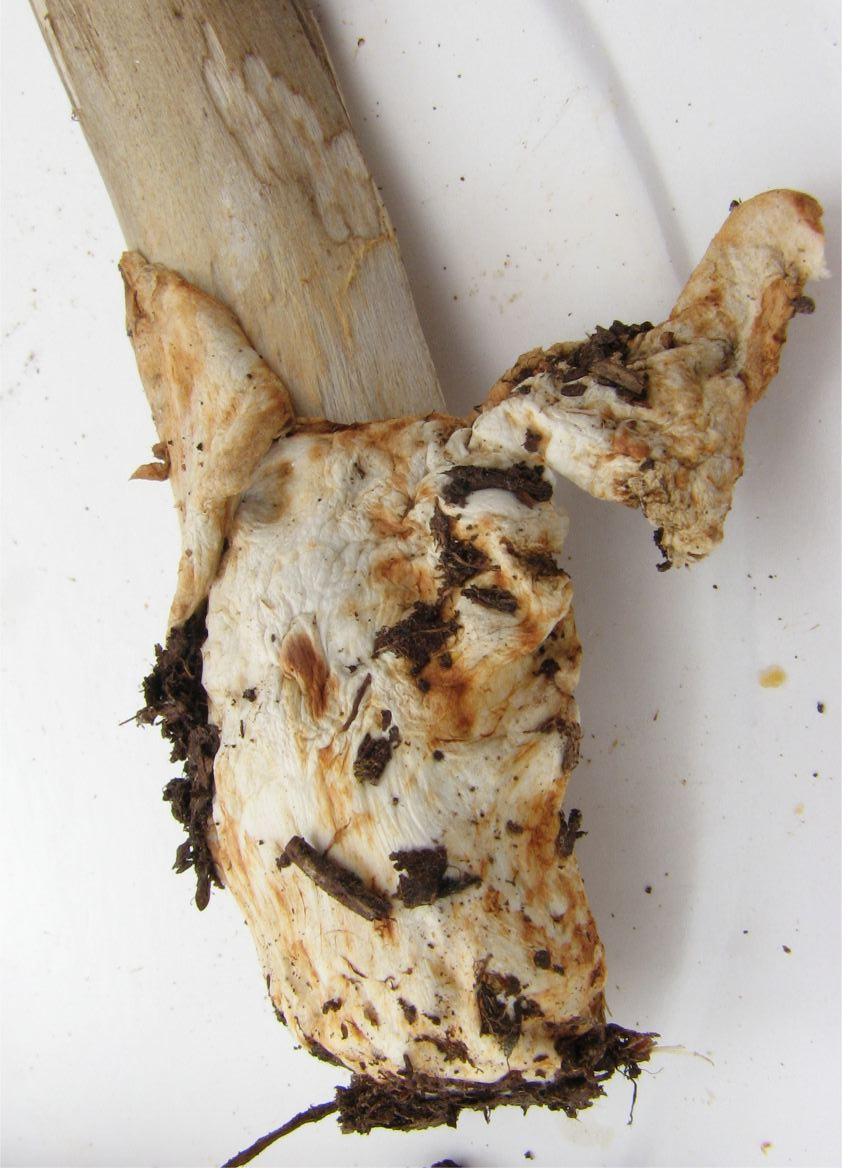
Cuống nấm